# Hvem tror du at du er?
Hvem tror du at du er? er en norsk dokumentarserie om slægtsforskning, som sendes på NRK1. Serien er baseret på BBC-programmmet Who Do You Think You Are?, som er blevet sendt i Storbritannien siden 2004. 
Redaktøren for programmet er Birgitte Solberg. Programmet havde premiere 2. januar 2011 og havde 817.000 seere.

## Kendisser
I hvert program møder man en kendis, som forsker i deres egen slægt for at finde deres rødder. I første sæson deltog følgende kendisser:
- Bjarne Brøndbo (musiker)
- Christian Ringnes (forretningsmand)
- Benedicte Adrian (musiker)
- Mari Maurstad (skuespiller)
- Unni Lindell (forfatter)
- Kåre Willoch (tidligere statsminister)
- Petter Schjerven (programleder)
- Kristin Krohn Devold (generalsekretær i DNT og tidligere politiker)